# Classic Brugge-De Panne 2024
De Belgische wielerwedstrijd Classic Brugge-De Panne werd zowel door vrouwen als door de mannen verreden. Bij de mannen vond deze plaats op 20 maart 2024 en bij de vrouwen een dag later, op 21 maart.

## Mannen
Bij de mannen was het de 48e editie van deze wedstrijd. Titelverdediger was Jasper Philipsen na een wedstrijd van bijna tweehonderd kilometer was het deze editie eveneens de Belg die aan het langste eind trok en won.
Voor geruime tijd wist de kopgroep zijn voorsprong te behouden, met een maximale tijd van zo'n zeven minuten ten opzichte van het peloton. Met nog tien kilometer te gaan werd de laatste renner Thomas Gachignard ingerekend. Na een redelijk rustig verlopen koers ontstond er in de laatste kilometer voor de finish chaos. Zodoende werden de sprinters in deze editie niet aangetrokken door een ploegmaat maar was het de sprinter Danny van Poppel die dit op zich nam. Door deze krachtinspanning van de Nederlander konden de Belgen Philipsen en Tim Merlier hem voorbij en respectievelijk eerste en tweede eindigen. Van Poppel werd derde.

### Uitslag
| Plaats  | Naam              | Ploeg              | tijd     |
| ------- | ----------------- | ------------------ | -------- |
| Winnaar | Jasper Philipsen  | Alpecin-Deceuninck | 4u22'42" |
| 2       | Tim Merlier       | Soudal Quick-Step  | z.t.     |
| 3       | Danny van Poppel  | BORA-hansgrohe     | z.t.     |
| 4       | Jason Tesson      | TotalEnergies      | z.t.     |
| 5       | Simone Consonni   | Lidl-Trek          | z.t.     |
| 6       | Stian Fredheim    | Uno-X Mobility     | z.t.     |
| 7       | Sebastián Molano  | UAE Team Emirates  | z.t.     |
| 8       | Phil Bauhaus      | Bahrain-Victorious | z.t.     |
| 9       | Emilien Jeannière | TotalEnergies      | z.t.     |
| 10      | Luca Mozzato      | Arkéa-B&B Hotels   | z.t.     |

## Vrouwen
Bij de vrouwen werd de zevende editie van deze wedstrijd verreden. De wedstrijd maakte deel uit van de UCI Women's World Tour 2024 en van de Lotto Cycling Cup. Bij de vorige editie won Pfeiffer Georgi die in 2023 solo over de finish kwam. Zij werd opgevolgd door de Italiaanse Elisa Balsamo die de massasprint won.

### Uitslag
| Plaats  | Naam               | Ploeg                | tijd     |
| ------- | ------------------ | -------------------- | -------- |
| Winnaar | Elisa Balsamo      | Lidl-Trek            | 3u49'56" |
| 2       | Charlotte Kool     | DSM-Firmenich PostNL | z.t.     |
| 3       | Daria Pikulik      | Human Powered Health | z.t.     |
| 4       | Chiara Consonni    | UAE Team ADQ         | z.t.     |
| 5       | Georgia Baker      | Liv AlUla Jayco      | z.t.     |
| 6       | Chloé Dygert       | Canyon-SRAM          | z.t.     |
| 7       | Emma Norsgaard     | Movistar             | z.t.     |
| 8       | Anniina Ahtosalo   | Uno-X Mobility       | z.t.     |
| 9       | Kimberley Le Court | AG Insurance-Soudal  | z.t.     |
| 10      | Vittoria Guazzini  | FDJ-Suez             | z.t.     |

1977 · 1978 · 1979 · 1980 · 1981 · 1982 · 1983 · 1984 · 1985 · 1986 · 1987 · 1988 · 1989 · 1990 · 1991 · 1992 · 1993 · 1994 · 1995 · 1996 · 1997 · 1998 · 1999 · 2000 · 2001 · 2002 · 2003 · 2003 · 2004 · 2005 · 2006 · 2007 · 2008 · 2009 · 2010 · 2011 · 2012 · 2013 · 2014 · 2015 · 2016 · 2017 · 2018 · 2019 · 2020 · 2021 · 2022 · 2023 · 2024 · 2025

Lijst van beklimmingen
Tour Down Under ·
Great Ocean Road Race ·
Ronde van de Verenigde Arabische Emiraten ·
Omloop Het Nieuwsblad ·
Strade Bianche ·
Parijs-Nice · 
Tirreno-Adriatico · 
Milaan-San Remo ·
Ronde van Catalonië ·
Classic Brugge-De Panne ·
E3 Saxo Classic ·
Gent-Wevelgem ·
Dwars door Vlaanderen ·
Ronde van Vlaanderen ·
Ronde van het Baskenland ·
Parijs-Roubaix ·
Amstel Gold Race ·
Waalse Pijl ·
Luik-Bastenaken-Luik ·
Ronde van Romandië ·
Eschborn-Frankfurt ·
Ronde van Italië ·
Critérium du Dauphiné ·
Ronde van Zwitserland ·
Ronde van Frankrijk ·
Clásica San Sebastián ·
Ronde van Polen ·
Bretagne Classic ·
BEMER Cyclassics ·
Renewi Tour ·
Ronde van Spanje ·
GP van Quebec ·
GP van Montreal ·
Ronde van Lombardije ·
Ronde van Guangxi
Tour Down Under ·
Cadel Evans Great Ocean Road Race ·
Ronde van de Verenigde Arabische Emiraten ·
Omloop Het Nieuwsblad ·
Strade Bianche ·
Ronde van Drenthe ·
Trofeo Alfredo Binda-Comune di Cittiglio ·
Brugge-De Panne ·
Gent-Wevelgem ·
Ronde van Vlaanderen ·
Parijs-Roubaix ·
Amstel Gold Race ·
Waalse Pijl ·
Luik-Bastenaken-Luik ·
Ronde van Spanje ·
Ronde van het Baskenland ·
Ronde van Burgos ·
RideLondon Classic ·
Ronde van Groot-Brittannië ·
Ronde van Zwitserland ·
Ronde van Italië ·
Ronde van Frankrijk ·
GP de Plouay-Bretagne ·
Ronde van Romandië ·
Simac Ladies Tour ·
Ronde van Chongming ·
Ronde van Guangxi
Afgelaste wedstrijden: Ronde van Scandinavië